# 肥後隧道

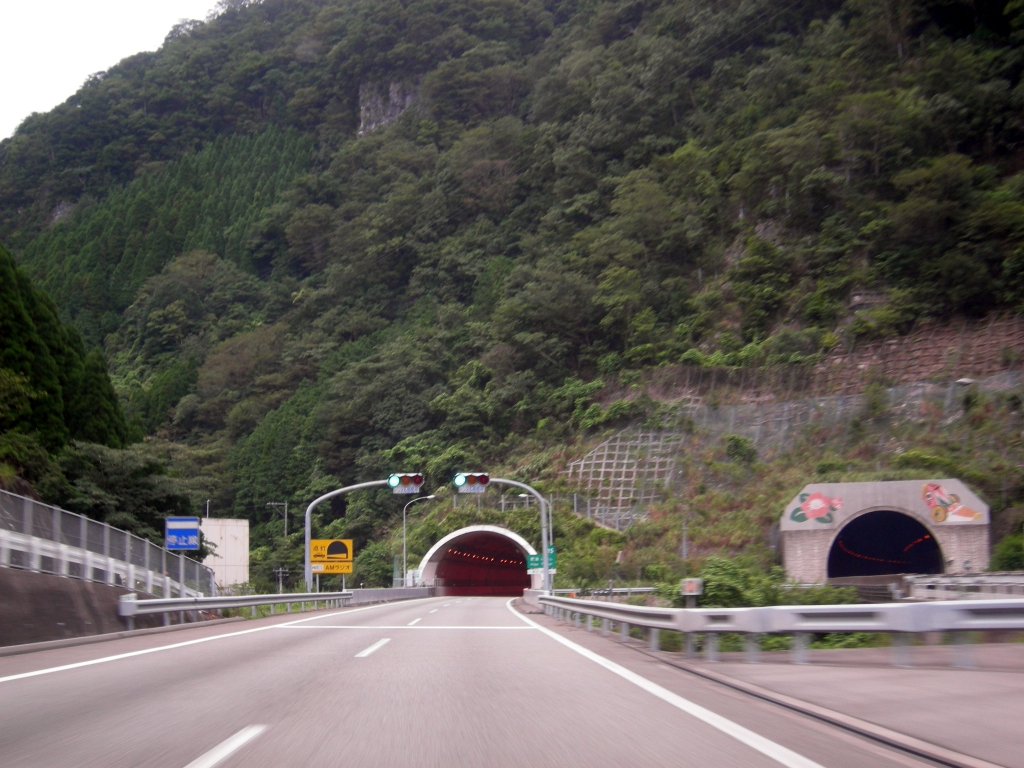
上行线一侧的隧道口

肥後隧道（日语：／ Higo Tonneru）是日本九州地区熊本縣的一座高速公路长隧道，位于九州自動車道（E3）的鮎歸BS至小鶴BS区间中，两端为八代市坂本町鮎帰和球磨郡山江村万江，上行线（门司方向）长6331米，1999年通车，下行线（鹿儿岛方向）长6340米，1989年通车，通车时为九州地区最长的公路隧道和日本第五长的高速公路隧道。